# Marie Charlotte de La Porte de La Meilleraye
Marie-Charlotte de La Porte de La Meilleraye (28 mars 1662 - 13 mai 1729), est la fille d'Armand-Charles de La Porte, duc de La Meilleraye (1632-1713) et d'Hortense Mancini, duchesse de Mazarin (1646-1699), nièce du cardinal Mazarin. Elle est mariée à Louis-Armand de Vignerot, marquis de Richelieu (1654-1730) dont elle a un fils, Armand-Louis de Vignerot du Plessis de Richelieu, duc d'Aiguillon (1683-1750).
Elle est surtout connue pour avoir été la maîtresse supposée de son cousin germain, Philippe de Vendôme, dit le prieur de Vendôme.